# Jos Léonard
Jos Léonard (Antwerpen, 1892 – Elsene, 1957) was een Belgisch tekenaar, graficus, boekontwerper en abstract kunstenaar.

## Biografie
Léonard doorliep de lagere school op het aartsbisschoppelijk Sint-Norbertuscollege. Op die school begon zijn vriendschap met Paul van Ostaijen. Léonard studeerde verder aan de Antwerpse Academie, samen met Paul Joostens, maar hij maakte zijn studie niet af wegens ziekte.
Léonard behoorde tot de eerste abstracte kunstenaars in België. Vanaf 1912 werkte hij in diverse stijlen, waaronder futurisme, kubisme en de streng geometrische trant van De Stijl. Hij verwerkte dit allemaal tot een opmerkelijk oeuvre van persoonlijke semiabstracte kunst.  
Naast Van Ostaijen trok hij op met Jozef Peeters, de gebroeders Oscar en Floris Jespers en andere Antwerpse modernisten. 
Na een periode als zuiver beeldend kunstenaar stapte Léonard vanaf 1925 over naar de grafische sector als boek-, reclame- en interieurontwerper. Hij werkte voor diverse uitgevers, maar lijkt toch vooral te hebben gewerkt voor uitgesproken Vlaamsgezinde uitgevers, zoals de Brugse uitgeverij Excelsior van Achiel Geerardyn en de uitgeverijen Wiek Op en Zeemeeuw van Martha Vande Walle.
In 1936 werd Léonard door de minister van Nijverheid, Middenstand en Binnenlandse Handel Camille Huysmans benoemd tot inspecteur van het Technisch Onderwijs - op voorspraak van de kabinetschef van de minister, Jan Albert Goris, beter bekend onder zijn schrijversnaam Marnix Gijsen. Later volgde Léonards bevordering tot hoofdinspecteur.

## Werk

### Tijdschrift ‘Jeugd’
Léonard was medeoprichter van het tijdschrift Jeugd: Maandschrift voor Kunst en Leven. Paul van Ostaijen sloot zich als vaste medewerker aan bij het tijdschrift.

### Tijdschrift ‘Novy’
Samen met Floris Jespers, Oscar Jespers, en Paul Joostens startte Léonard het reclamevouwblad Novy op 15 oktober 1920.

### De Bond Zonder Gezegeld Papier / Sienjaal
Léonard was lid van de "Bond Zonder Gezegeld Papier". De bond was een kunstenaarsgezelschap rond Van Ostaijen dat bestond uit Paul Joostens, Oscar Jespers en Floris Jespers. 

## Erfenis
Na de Koninklijke Musea voor Schone Kunsten in Brussel, heeft het Koninklijk Museum voor Schone Kunsten in Antwerpen het werk van Léonard opgewaardeerd, naarmate het in openbare collecties terechtkwam. 
Zo werd in een tentoonstelling in 1987 de aandacht gevestigd op tekeningen met oorlogsherinneringen, op inventies geïnspireerd op muziek van Schönberg, op realistische schetsen van volksvrouwen, op haast abstracte menselijke figuren, die aan de beelden van Alexander Archipenko doen denken en op futuristische nachttaferelen en stadsindrukken. Als twee uitersten toonde men 'Mijn smart' (1912), een antiklerikale tekening, die een vergelijking met de symbolisten opriep en reclametekeningen (1926) voor de koekjes De Beukelaer en voor de Brusselse meubelzaak Vanderborgt, beide in art-decostijl.
Naast de werken van Léonard die door het Antwerpse Museum werden aangekocht in 1987, ontving het Plantin-Moretusmuseum / Prentenkabinet van Antwerpen in 1973 een schenking van 2700 tekeningen en prenten van Léonard.

## Tentoonstellingen
- Jos Léonard. Grafieker, 21 februari - 15 maart, Stedelijk Prentenkabinet van Antwerpen, 1942.
- Jos Léonard (1892-1957), tekeningen en grafiek, 2 april - 16 mei, Stedelijk Prentenkabinet van Antwerpen, 1981.
- Een verzameling tekeningen, grafische werken en dokumenten van Jozef Peeters, Jan Cockx, Jos Léonard, Karel Maes en Edmond van Dooren, Koninklijke Musea voor Schone Kunsten, Brussel, 1986.
- Jos Léonard (1892-1957). De moderne jaren, 22 februari 1991 - 14 april 1991, Koninklijke Musea voor Schone Kunsten, Antwerpen, 1991.
- Tentoonstelling Tekeningen Jos Léonard en Beeldhouwwerk Lajos Vajda, 2 oktober 2009 - 17 januari 2010, Koninklijke Musea voor Schone Kunsten, Antwerpen, 2009.
- Pierre-Louis Flouquet, Lajos Kassak and Jos Léonard: The Architecture of Images during the Interwar Period. June 16th - November 4th 2018, Mu.ZEE, Oostend, 2018.